# Gunung Keupok
Gunung Keupok är en kulle i Indonesien.   Den ligger i provinsen Aceh, i den västra delen av landet, 1 600 km nordväst om huvudstaden Jakarta. Toppen på Gunung Keupok är 170 meter över havet, eller 67 meter över den omgivande terrängen. Bredden vid basen är 1,8 km.
Terrängen runt Gunung Keupok är varierad.